# Дніпровський район (Херсон)
Дніпро́вський райо́н — адміністративний район міста Херсон, утворений в 1965 році.
До складу району територіально входять селища Антонівка, Молодіжне, Зеленівка, Петрівка, Богданівка, Сонячне, Наддніпрянське, Інженерне.

## Населення

### Мовний склад
Рідна мова населення за даними перепису 2001 року:
| Мова       | Чисельність, осіб | Доля     |
| ---------- | ----------------- | -------- |
| Українська | 45 557            | 56,70 %  |
| Російська  | 33 922            | 42,22 %  |
| Інше       | 871               | 1,08 %   |
| Разом      | 80 350            | 100,00 % |

## Освітні заклади района
Антонівська загальноосвітня школа І-ІІІ ступенів № 21, Херсонської міської ради
Антонівська загальноосвітня школа І-ІІІ ступенів № 18, Херсонської міської ради
Молодіжна загальноосвітня школа І-ІІ ступенів № 40
Зеленівська загальноосвітня школа І-ІІ ступенів № 38
Херсонська  загальноосвітня  школа І-ІІІ ступенів № 37 ім. В. Дробота
Херсонська спеціалізована школа № 12
Херсонський базовий медичний коледж

## Медичні заклади района
Херсонська міська клінічна лікарня
КНП "ХЕРСОНСЬКИЙ РЕГІОНАЛЬНИЙ ОНКОЛОГІЧНИЙ ЦЕНТР" ХОР